# Анта-Гранде-ду-Замбужейру

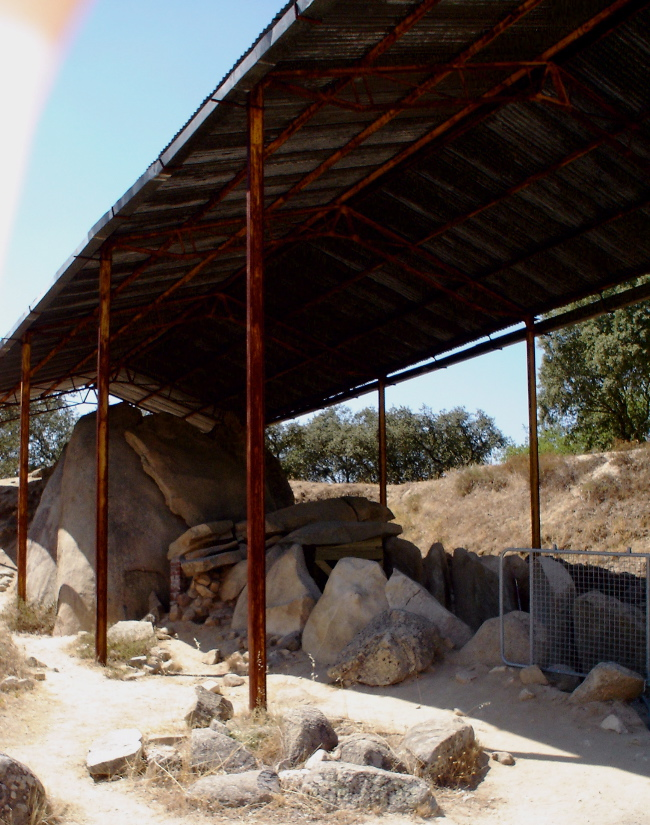
Вид на Анта-Гранде-ду-Замбужейру

Анта-Гранде-ду-Замбужейру (порт. Anta Grande do Zambujeiro) — мегалитическое сооружение, находящееся недалеко от Эворы, регион Алентежу, Португалия. Является одним из крупнейших памятников мегалитической архитектуры на территории Пиренейского полуострова. Памятник датируется промежутком от 4000 до 3500 года до н. э. Он состоит из отдельно стоящих одиночных дольменов. Людьми эпохи неолита использовался как гробница, также, возможно, выполнял другие культовые функции.
Камера многоугольной формы состоит из семи крупных камней, которые поднимаются 8 м над землей. Первоначально она была покрыта 7 м широким камнем. Камера переходит в коридор, который составляет 12 м в длину, 1,5 м в ширину и 2 м в высоту, коридор до настоящего времени покрыт камнем на большей части своей длины. Вход был отмечен большим украшенным менгиром, который в настоящее время лежит на земле.

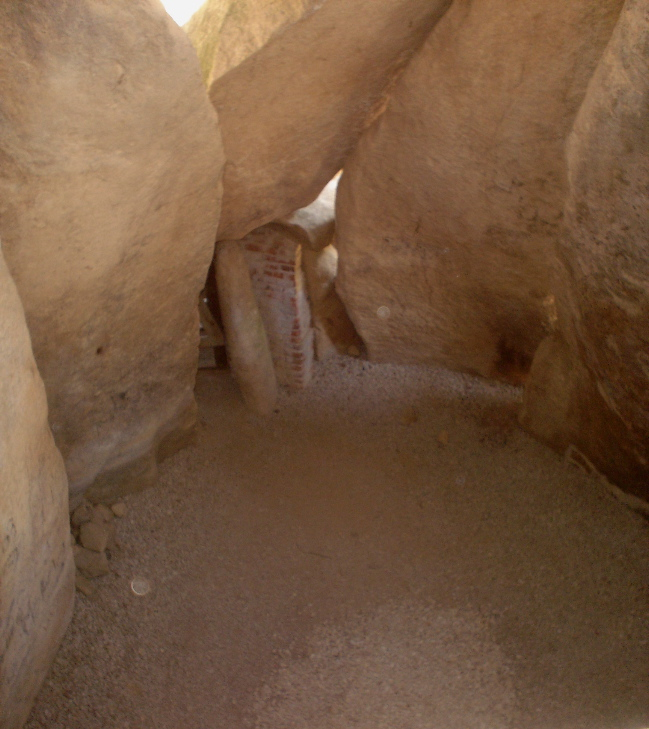
Вид изнутри камеры

Во время раскопок в Анта-Гранде-ду-Замбужейру было найдено большое количество музейных предметов, хранящихся сейчас в музее Эворы. Вследствие большой исторической ценности в 1971 году португальским правительством Анта-Гранде-ду-Замбужейру был признан национальным памятником. Данный памятник позволяет оценить уровень развития технологий и организацию населения времен неолита, что делает его особенно важным с точки зрения исторической науки.